# Boris Christoff
Boris Christoff, född 18 maj 1914 i Plovdiv, död 28 juni 1993 i Rom, var en bulgarisk opera- och konsertsångare. Han räknas som en av 1900-talets främsta basstämmor.
Med sin kraftfulla basbarytonstämma har han framför allt gjort sig känd i titelpartiet i operan Boris Godunov. I övrigt tolkade han helst Musorgskij. Han framträdde på ett flertal operascener i både Europa och USA.